# Oosterpolder (Haren)

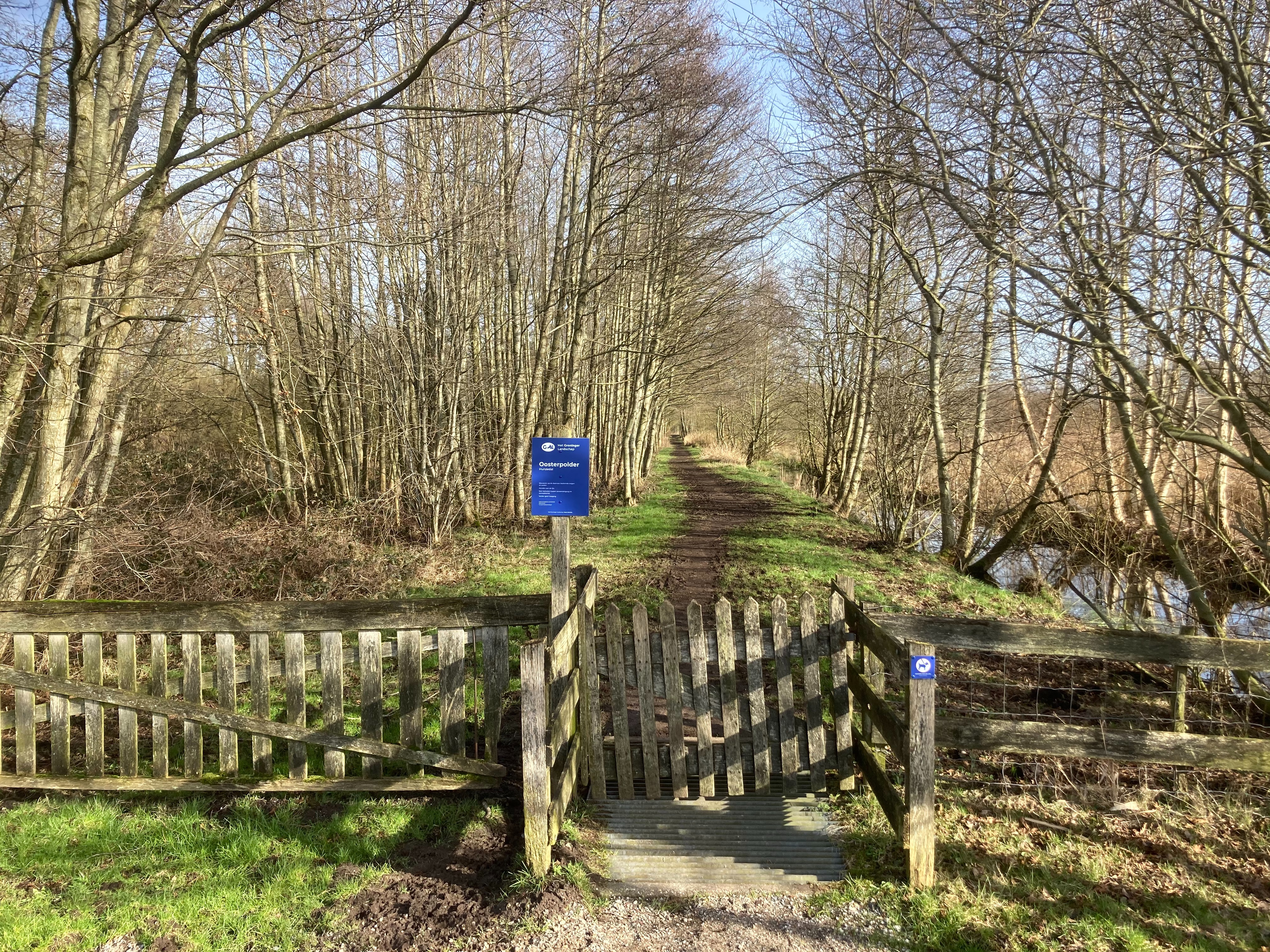
Oosterpolder

De Oosterpolder is een voormalig waterschap in de provincie Groningen.
Het schap lag ten oosten van Haren aan de voet van de Hondsrug. De noordoostgrens lag langs het Winschoterdiep, de zuidoostgrens globaal op de N860, de westgrens op de Middelhorsterweg en de Oosterweg en de noordgrens op de Noorderzanddijk. De molen van de polder, die zo'n 800 m ten noordoosten van Waterhuizen tegenover Roodehaan stond, sloeg uit op het Winschoterdiep.

Waterstaatkundig gezien ligt het gebied sinds 2000 binnen dat van het waterschap Hunze en Aa's.

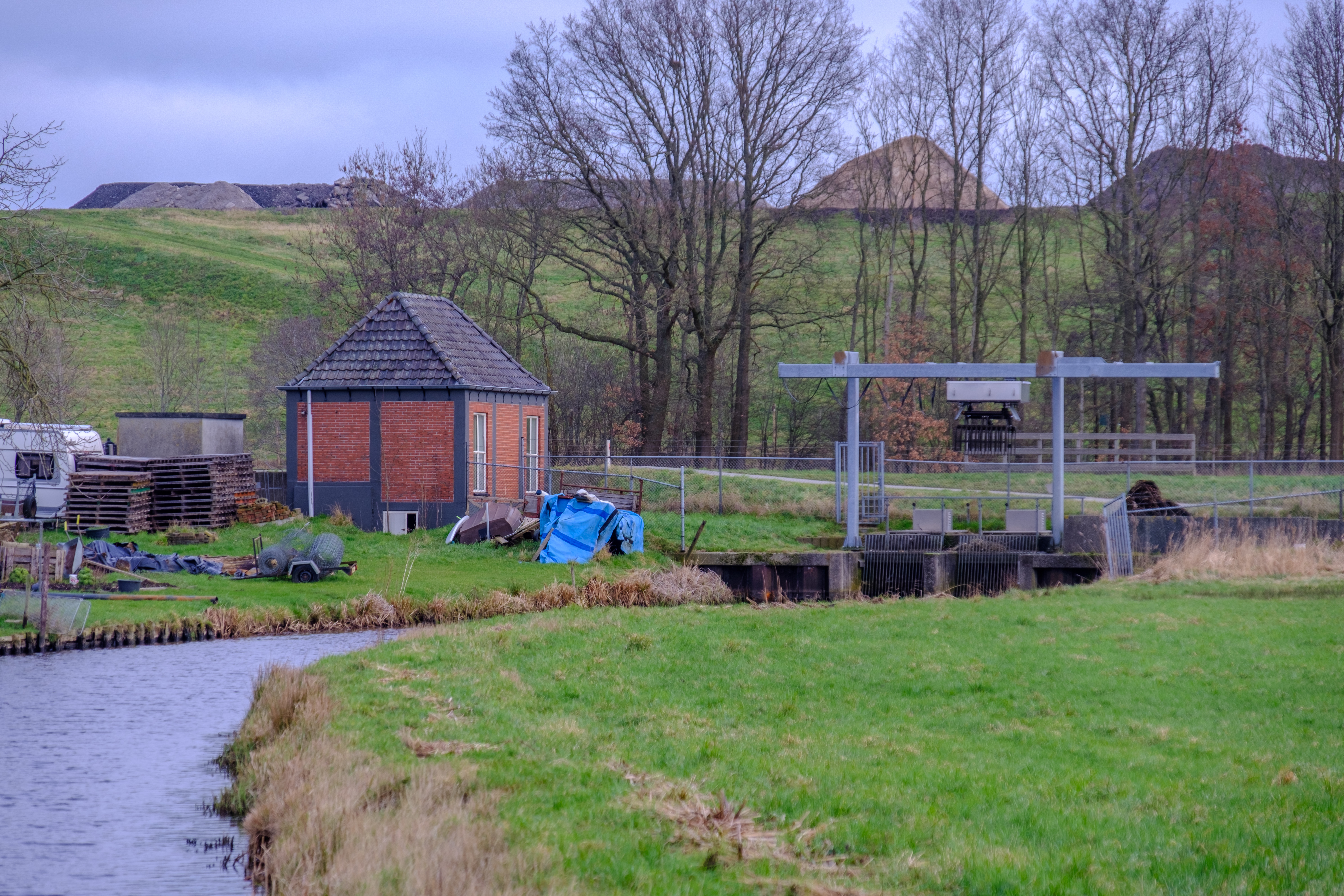
Gemaal Folkers (tot 1999 Oosterpolder) uit 1928 aan de doodlopende weg Waterhuizen gezien vanaf de Noorderzanddijk. Het watert de Esserpolder, (Harener) Oosterpolder en Onnerpolder af op het Winschoterdiep en bevindt zich iets ten oosten van de vroegere poldermolen van de Oosterpolder. Het gemaal is vernoemd naar de laatste gemaalbediende die in de dienstwoning ernaast woonde.